# Dose (magazine)
 (mai 2018).
Dose est un site web d'information canadien qui appartient au groupe de presse Postmedia Network. Il bénéficiait d'une édition imprimée jusqu'en mai 2006.